# Ady (football)
Pour les articles homonymes, voir Ady et Dos Santos.
Ady, de son vrai nom Adailton Pereira Dos Santos, né le 18 avril 1973 à Caatiba (Brésil), est un footballeur tuniso-brésilien.
Brésilien d'origine, il compte trois sélections avec l'équipe de Tunisie en 2002.

## Clubs
- janvier 1993-janvier 1994 : Esporte Clube Poções (Brésil)
- janvier 1994-janvier 1996 : Esporte Clube Bahia (Brésil)
- janvier 1996-janvier 1997 : Santa Cruz Futebol Clube (Brésil)
- janvier 1997-janvier 1998 : Madureira Esporte Clube (Brésil)
- janvier-juillet 1998 : Goiás Esporte Clube (Brésil)
- juillet 1998-janvier 1999 : Santos Futebol Clube (Brésil)
- janvier 1999-janvier 2000 : Associação Portuguesa de Desportos (Brésil)
- janvier 2000-juillet 2003 : Espérance sportive de Tunis (Tunisie)
- juillet 2003-juillet 2005 : Al Ahly Tripoli (Libye)
- juillet 2005-janvier 2008 : TPS Turku (Finlande)
- janvier 2008-avril 2009 : Jyväskylän Jalkapalloklubi (Finlande)
- avril 2009-janvier 2011 : Myllykosken Pallo-47 (Finlande)